# 飛行計画情報管理システム
飛行計画情報管理システム（ひこうけいかくじょうほうかんりシステム、FDMS：Flight plan Data Management System）は、日本での航空路管制における管制支援システムのひとつとして、整備された。飛行計画情報処理システム (FDP) の後継システムとして、全国の航空交通管制部に配置され、2007年（平成19年）に運用開始された。